# Opel Zafira
Opel Zafira är en bilmodell i MPV-klassen från Opel som presenterades 1999. Både första- och andra generationen var kompakta, medan den tredje generationen är större och klassas därför som en stor MPV.

## Första generationen (1999–2005)
Opel Zafira presenterades 1999. Zafira baseras på Opel Astra men är högre och mer funktionell. Den byggdes som Opels svar på franska Renaults framgångsrika Scenic.

## Andra generationen (2005–2014)
2005 lanserades generation två, som har bland annat en ny front, samt är lite större och har 5 stjärnor i Euro Ncap. Denna bilmodell finns även för drift med fordonsgas (CNG) Opel genomförde en "facelift" på den andra generationens Zafira till modellår 2008.

## Tredje generationen (2011–ff)
Generation tre av Zafira, kallad Zafira Tourer, började säljas i november 2011.

## Källhänvisningar
1. ↑  ”BILTEST: Opel Zafira – en liten bil med stora utrymmen”. Allt om Bilar. 8 juli 2016. https://www.expressen.se/motor/biltester/opel-zafira--en-liten-bil-med-stora-utrymmen/. Läst 14 september 2018.
2. ↑  ”Provkörning: Opel Zafira Tourer (2011)”. Vi Bilägare. 8 maj 2014. http://www.vibilagare.se/test/biltester/provkorning/provkorning-opel-zafira-tourer-2011-35021. Läst 14 september 2018.
3. ↑  Värld, Teknikens. ”Nya Opel Zafira Tourer – flexibussitet | Bil och trafik”. https://teknikensvarld.se/nya-opel-zafira-tourer-flexibussitet-125188/. Läst 14 september 2018.
4. ↑  ”Provkörning: Opel Zafira (2016)”. Vi Bilägare. 17 oktober 2016. http://www.vibilagare.se/test/biltester/provkorning/provkorning-opel-zafira-2016. Läst 14 september 2018.